# Echitație la Jocurile Olimpice de vară din 1936

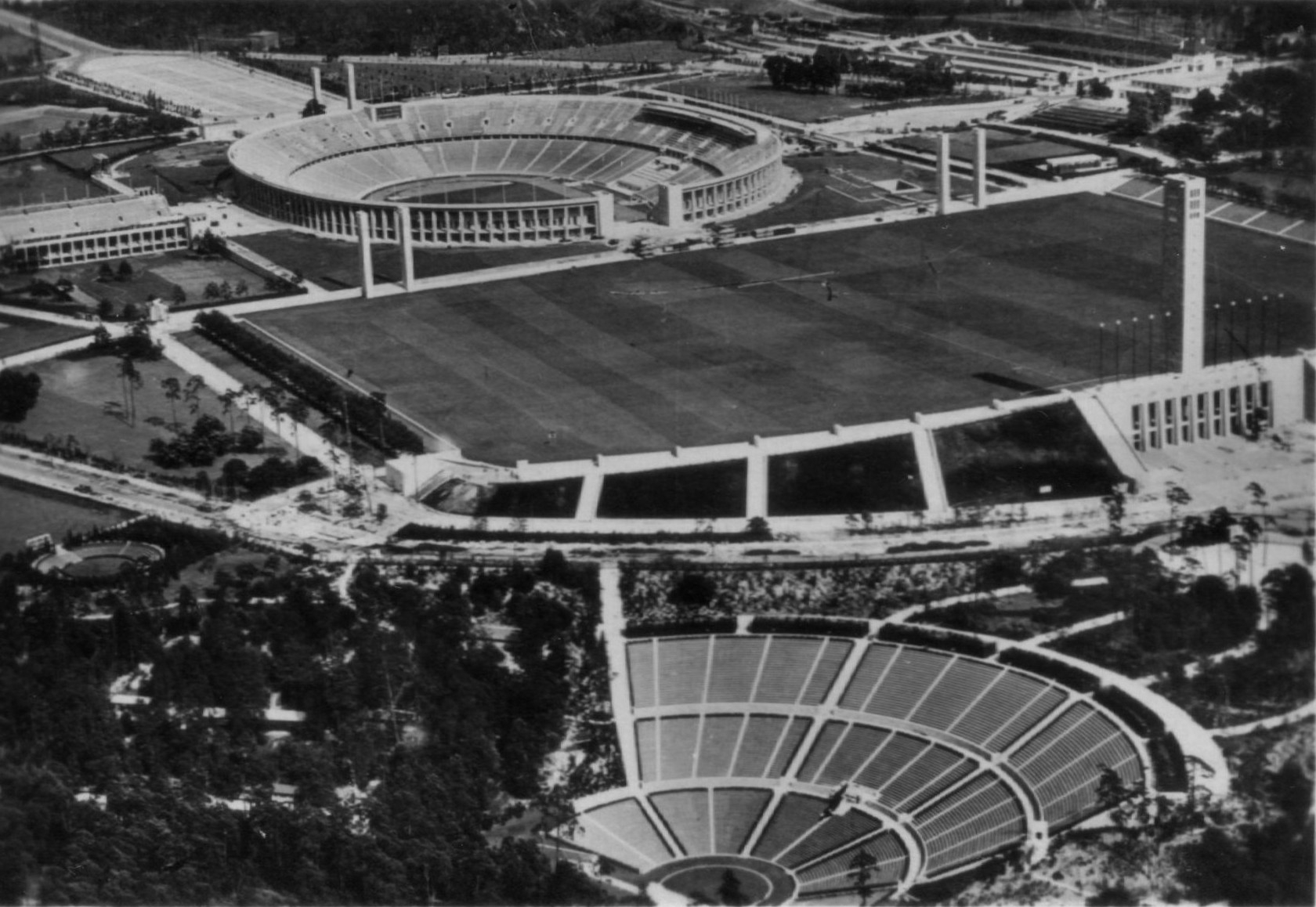
Stadionul Olimpic (sus) și Maifeld

Henri Rang a câștigat o medalie de argint

Probele sportive de echitație la Jocurile Olimpice de vară din 1936 s-au desfășurat în perioada 12 - 16 august 1936 la Maifeld (dresaj), la câmpul de instrucție Döbritz (întreceri) și pe Stadionul Olimpic (sărituri).

## Clasament pe medalii
| Loc   | Țară                       | Aur | Argint | Bronz | Total |
| ----- | -------------------------- | --- | ------ | ----- | ----- |
| 1     | Germania                   | 6   | 1      | –     | 7     |
| 2     | Franța                     | –   | 1      | –     | 1     |
| 2     | Olanda                     | –   | 1      | –     | 1     |
| 2     | Polonia                    | –   | 1      | –     | 1     |
| 2     | România                    | –   | 1      | –     | 1     |
| 2     | Statele Unite ale Americii | –   | 1      | –     | 1     |
| 7     | Austria                    | –   | –      | 1     | 1     |
| 7     | Danemarca                  | –   | –      | 1     | 1     |
| 7     | Marea Britanie             | –   | –      | 1     | 1     |
| 7     | Portugalia                 | –   | –      | 1     | 1     |
| 7     | Suedia                     | –   | –      | 1     | 1     |
| 7     | Ungaria                    | –   | –      | 1     | 1     |
| Total | Total                      | 6   | 6      | 6     | 18    |